# 六分儀座51
六分儀座51，又名CD-2415442，HD 184552、SAO 188326、HR 7431，是六分儀座的一颗恒星，视星等为5.65，位于銀經14.79，銀緯-20.3，其B1900.0坐标为赤經19h 29m 57.4s，赤緯-24° -20.3′ 18″。